# Kenny Dalglish Soccer Match
Kenny Dalglish Soccer is een computerspel dat werd ontwikkeld en uitgegeven door Impressions Games. Het spel kwam in 1989 uit voor de Commodore Amiga en de Atari ST. Later volgde releases voor andere homecomputers. Het spel is vernoemd naar voetballer Kenny Dalglish, die voor Celtic, Liverpool en Schotland speelde. Het spel bevat gedigitaliseerde foto's van hem. Met het spel kan de speler voetbal spelen. Een wedstrijd duurt tussen 10 en 40 minuten. Het spel heeft geen leagues en toernooien om in te spelen. De bal stuitert enorm in het spel waardoor het moeilijk is om te richten binnen de 25 meter.

## Platforms
| Jaar | Platform                               |
| ---- | -------------------------------------- |
| 1989 | Amiga, Atari ST                        |
| 1990 | Amstrad CPC, Commodore 64, ZX Spectrum |

## Ontvangst
| Beoordeeld door        | Jaar | Platform    | Score |
| ---------------------- | ---- | ----------- | ----- |
| The Games Machine (UK) | 1990 | ZX Spectrum | 60%   |
| ST Format              | 1990 | Atari ST    | 32%   |
| Amiga Joker            | 1990 | Amiga       | 27%   |
| Power Play             | 1990 | Atari ST    | 5%    |